# Owe Nordqvist
Owe Vilhelm Nordqvist (Estocolmo, 23 de setembro de 1927 — Katrineholm, 26 de agosto de 2015) foi um ciclista sueco que competia em provas de pista.

## Helsinque 1952
Competiu nos Jogos Olímpicos de Verão de 1952 em Helsinque, onde fez parte da equipe sueca que terminou em décimo primeiro lugar na prova de perseguição por equipes de 4 km.